# Salvia rhyacophila
Salvia rhyacophila là một loài thực vật có hoa trong họ Hoa môi. Loài này được (Fernald) Epling miêu tả khoa học đầu tiên năm 1939.